# Lewiston (Maine)
Lewiston è un comune degli Stati Uniti d'America nella Contea di Androscoggin, nello Stato del Maine.
Già importante centro industriale, oggi forma un'unica area metropolitana con la vicina Auburn, da cui la separa il fiume Androscoggin. È sede dello storico Bates College, della University of Southern Maine e di due importanti centri ospedalieri.